# Pontus Segerström
Pontus Hans Segerström (Stoccolma, 17 febbraio 1981 – Stoccolma, 13 ottobre 2014) è stato un calciatore svedese, di ruolo difensore.

## Carriera

### Club

#### Gli esordi e l'Odense
Segerström cominciò la carriera con la maglia del Brommapojkarna, militando nelle divisioni inferiori del campionato svedese. Nel 2004 fu acquistato dai danesi dell'Odense, squadra per la quale esordì nella Superligaen il 31 luglio, quando sostituì Chris Sørensen nella sconfitta per 2-1 sul campo del Midtjylland. Giocò 8 incontri nella massima divisione danese, prima di tornare in Svezia.

#### Il passaggio al Landskrona
Segerström tornò, agli inizi del 2005, in patria, per giocare nelle file del Landskrona BoIS. Poté così disputare il primo incontro nella Allsvenskan in data 11 aprile, quando fu titolare nella sconfitta per 2-1 sul campo dello Örgryte. L'8 maggio siglò la prima rete nella massima divisione svedese, permettendo il successo per 1-2 in casa dell'Elfsborg. A fine anno la sua squadra retrocesse nella Superettan, ma Segerström rimase nel club per un'altra stagione.

#### Il trasferimento in Norvegia
Segerström fu acquistato dallo Stabæk prima dell'inizio del campionato 2007. Debuttò nell'Eliteserien il 10 aprile 2007, quando fu schierato dal primo minuto nella sconfitta casalinga per 0-1 contro il Brann. Il 10 giugno segnò la prima rete in campionato, nella vittoria per 3-2 contro il Lyn Oslo. La squadra raggiunse il secondo posto finale in graduatoria. L'anno successivo lo Stabæk vinse per la prima volta nella sua storia la massima divisione norvegese: Segerström contribuì a questo successo con 11 presenze. Rimase per un'altra stagione in Norvegia.

#### Il ritorno al Brommapojkarna e la morte
Nel 2010 Segerström tornò al Brommapojkarna, stavolta militante nella Allsvenskan. A fine stagione il club retrocesse nella Superettan, categoria dalla quale risalì due anni dopo. L'ultimo match del difensore, disputato anch'esso con la fascia di capitano del Brommapojkarna, sarà il preliminare d'andata di Europa League il 31 luglio 2014 contro il Torino (in cui fu espulso per un fallo da rigore): pochi giorni dopo, soffrendo di forti mal di testa, si è recato in ospedale, dove l'11 agosto gli è stato diagnosticato un tumore al cervello, che lo avrebbe portato alla morte circa due mesi più tardi, il 13 ottobre 2014, all'età di 33 anni.

## Statistiche

### Presenze e reti nei club
| Stagione               | Club                   | Campionato             | Campionato | Campionato | Coppe nazionali | Coppe nazionali | Coppe nazionali | Coppe continentali | Coppe continentali | Coppe continentali | Supercoppe | Supercoppe | Supercoppe | Totale | Totale |
| Stagione               | Club                   | Comp                   | Pres       | Reti       | Comp            | Pres            | Reti            | Comp               | Pres               | Reti               | Comp       | Pres       | Reti       | Pres   | Reti   |
| ---------------------- | ---------------------- | ---------------------- | ---------- | ---------- | --------------- | --------------- | --------------- | ------------------ | ------------------ | ------------------ | ---------- | ---------- | ---------- | ------ | ------ |
| 1998                   | Brommapojkarna         | D2                     | 1          | 0          | SC              | ?               | ?               | -                  | -                  | -                  | -          | -          | -          | 1+     | 0+     |
| 1999                   | Brommapojkarna         | D1                     | 19         | 0          | SC              | ?               | ?               | -                  | -                  | -                  | -          | -          | -          | 19+    | 0+     |
| 2000                   | Brommapojkarna         | D1                     | 18         | 0          | SC              | ?               | ?               | -                  | -                  | -                  | -          | -          | -          | 18+    | 0+     |
| 2001                   | Brommapojkarna         | D1                     | 19         | 1          | SC              | ?               | ?               | -                  | -                  | -                  | -          | -          | -          | 19+    | 1+     |
| 2002                   | Brommapojkarna         | S                      | 27         | 0          | SC              | ?               | ?               | -                  | -                  | -                  | -          | -          | -          | 27+    | 0+     |
| 2003                   | Brommapojkarna         | S                      | 28         | 0          | SC              | ?               | ?               | -                  | -                  | -                  | -          | -          | -          | 28+    | 0+     |
| gen.-lug. 2004         | Brommapojkarna         | S                      | 14         | 1          | SC              | ?               | ?               | -                  | -                  | -                  | -          | -          | -          | 14+    | 1+     |
| lug. 2004-gen. 2005    | Odense                 | S                      | 8          | 0          | CD              | ?               | ?               | -                  | -                  | -                  | -          | -          | -          | 8+     | 0+     |
| 2005                   | Landskrona BoIS        | A                      | 24         | 2          | SC              | ?               | ?               | -                  | -                  | -                  | -          | -          | -          | 24+    | 2+     |
| 2006                   | Landskrona BoIS        | S                      | 26         | 3          | SC              | ?               | ?               | -                  | -                  | -                  | -          | -          | -          | 26+    | 3+     |
| Totale Landskrona BoIS | Totale Landskrona BoIS | Totale Landskrona BoIS | 50         | 5          |                 | ?               | ?               |                    | -                  | -                  |            | -          | -          | 50+    | 5+     |
| 2007                   | Stabæk                 | ES                     | 23         | 1          | CN              | 6               | 1               | -                  | -                  | -                  | -          | -          | -          | 29     | 2      |
| 2008                   | Stabæk                 | ES                     | 11         | 0          | CN              | 2               | 2               | CU                 | 0                  | 0                  | -          | -          | -          | 13     | 2      |
| 2009                   | Stabæk                 | ES                     | 14         | 0          | CN              | 3               | 0               | UCL+UEL            | 4+2                | 2+0                | S          | 0          | 0          | 23     | 2      |
| Totale Stabæk          | Totale Stabæk          | Totale Stabæk          | 48         | 1          |                 | 11              | 3               |                    | 6                  | 2                  |            | 0          | 0          | 65     | 6      |
| 2010                   | Brommapojkarna         | A                      | 27         | 1          | SC              | ?               | ?               | -                  | -                  | -                  | -          | -          | -          | 27+    | 1+     |
| 2011                   | Brommapojkarna         | S                      | 29         | 1          | SC              | ?               | ?               | -                  | -                  | -                  | -          | -          | -          | 29+    | 1+     |
| 2012                   | Brommapojkarna         | S                      | 29         | 2          | SC              | ?               | ?               | -                  | -                  | -                  | -          | -          | -          | 29+    | 2+     |
| 2013                   | Brommapojkarna         | A                      | 20         | 1          | SC              | 4               | 0               | -                  | -                  | -                  | -          | -          | -          | 24     | 1      |
| 2014                   | Brommapojkarna         | A                      | 14         | 1          | SC              | -               | -               | UEL                | 4                  | 0                  | -          | -          | -          | 18     | 1      |
| Totale Brommapojkarna  | Totale Brommapojkarna  | Totale Brommapojkarna  | 245        | 8          |                 | 4+              | 0+              |                    | 4                  | 0                  |            | -          | -          | 253+   | 8+     |
| Totale                 | Totale                 | Totale                 | 335        | 19         |                 | 15+             | 3+              |                    | 10                 | 2                  |            | 0          | 0          | 360+   | 24+    |

## Palmarès

### Club

#### Competizioni nazionali
- Campionato norvegese: 1

Stabæk: 2008